# Nothin' on You
"Nothin' on You" é o primeiro single do rapper norte-americano B.o.B, de seu álbum de estréia B.o.B Presents The Adventures of Bobby Ray. A faixa conta com a participação do cantor Bruno Mars. Uma versão remix desta canção com a participação de Big Boi foi lançada em 21 de março. O single recebeu duas certificações de Platina nos EUA em 28 de junho de 2010 e chegou a posição nº 1 na Billboard Hot 100.

## Videoclipe
O video clipe da canção foi gravado em Los Angeles, Califórnia e estreou em 9 de  março de 2010. O video mostra várias universitárias women gravando umas as outros, em adição a algumas cenas em que o rapper B.o.B aparece tocando guitarra e cantando enquanto Bruno toca bateria.

## Formatos e Faixas
CD single promocional (EUA)
1. Nothin' on You (Feat. Bruno Mars) (Principal) – 4:29
2. Nothin' on You (Feat. Bruno Mars) (Instrumental) – 4:24
3. Nothin' on You (Feat. Bruno Mars) (Versão p/ radio) – 3:43

Download Digital
1. Nothin' on You (Feat. Bruno Mars) (Principal) – 4:25

### Remixes
1. Nothin' on You Remix (Feat. Bruno Mars & Big Boi)
2. Nothin' on You Remix (Feat. Bruno Mars & Warren G)

## Paradas musicais
| Paradas (2010)                                 | Melhor posição |
| ---------------------------------------------- | -------------- |
| Austrália (ARIA)                               | 3              |
| Áustria (Ö3 Austria Top 75)                    | 28             |
| Brasil Hot 100 Airplay                         | 52             |
| Bélgica (Ultratop 50 de Flandres)              | 44             |
| Bélgica (Ultratop 50 da Valônia)               | 40             |
| Canadá (Canadian Hot 100)                      | 10             |
| Dinamarca (Hitlisten)                          | 24             |
| Países Baixos (Dutch Top 40)                   | 1              |
| Países Baixos (Single Top 100)                 | 15             |
| European Hot 100 Singles[carece de fontes?]    | 5              |
| O campo songid é OBRIGATÓRIO PARA PARADA ALEMÃ | 22             |
| Irlanda (IRMA)                                 | 7              |
| Nova Zelândia (Recorded Music NZ)              | 5              |
| Coreia do Sul (Gaon Chart)                     | 1              |
| Espanha (PROMUSICAE)                           | 41             |
| Suécia (Sverigetopplistan)                     | 28             |
| Suíça (Schweizer Hitparade)                    | 28             |
| Reino Unido (UK Singles Chart)                 | 1              |
| Reino Unido (OCC UK R&B)                       | 1              |
| Estados Unidos (Billboard Hot 100)             | 1              |
| Estados Unidos (Billboard Adult Top 40)        | 23             |
| Estados Unidos (Billboard R&B/Hip-Hop Songs)   | 5              |
| Estados Unidos (Billboard Hot Rap Songs)       | 1              |
| Estados Unidos (Billboard Mainstream Top 40)   | 1              |
| Estados Unidos (Billboard Rhythmic)            | 1              |

### Certificações
| País           | Associação   | Certificação | Vendas     |
| -------------- | ------------ | ------------ | ---------- |
| Austrália      | ARIA         | Platina      | 70,000+    |
| Canadá         | Music Canada | Platina      | 80 000+    |
| Estados Unidos | RIAA         | 2× Platina   | 2 000 000+ |
| Nova Zelândia  | RIANZ        | Ouro         | 7 500+     |